# حسان طاكسي
حسان طاكسي فيلم كوميدي جزائري من إخراج محمد سليم رياض، تم إنتاجه في سنة 1982، تدور أحداث الفيلم حول سائق أجرة مشهور يدعى حسان مقيم بالجزائر العاصمة، في كل مرة يقل فيها الركاب يوقعونه في مشاكل ومتاهات لا تنتهي. العمل من بطولة كل من رويشد، روبارت كاستل وسلوى.

## روابط خارجية
- حسان طاكسي على موقع IMDb (الإنجليزية)
- حسان طاكسي على موقع أول موفي (الإنجليزية)
- حسان طاكسي على موقع قاعدة بيانات الفيلم (الإنجليزية)
- حسان طاكسي على موقع ليتربوكسد (الإنجليزية)
- حسان طاكسي على موقع كينوبويسك (الروسية)